# .07%
.07% is de negentiende aflevering van het eerste seizoen van de Amerikaanse televisieserie Heroes.

## Titelverklaring
Door de explosie zal naar schatting de helft van de mensen van New York sterven. Linderman minimaliseert dit door te zeggen dat dit slechts 0,07% van de wereldbevolking is.

## Verhaal

### Noah Bennet
- Noah Bennet is weer opgesloten door The Company, en Claire lijkt zijn kamer binnen te stormen. Hij heeft echter al snel door dat het Candice Wilmer is. Candice verlaat de kamer wanneer Thomas binnenkomt.

### Nathan Petrelli
- Nathan bevindt zich in de kamer met de verzameling van Mr. Linderman. Linderman geneest een dode plant die ineens weer levend wordt en blijkt zo een geneeskrachtige gave te hebben.
- Linderman laat Nathan het schilderij van Isaac zien waarop de grote explosie in New York getoond wordt. Hij laat ook een schilderij zien waarop Nathan de president van de Verenigde Staten is. Nathan vraagt daarop of Linderman dan ook weet dat het Peter is die ontploft, en deze antwoordt bevestigend. Linderman zegt dat iedereen zijn rol heeft in het verloop van de gebeurtenissen. Nathan vindt hem gestoord en loopt weg.
- Nathan krijgt het schilderij, waarop hij president is, thuis toegestuurd van Linderman.

### Matt Parkman
- Matt wordt wakker gemaakt door Noah, en Noah geeft hem instructies door deze te denken.
- Noah geeft Matt de opdracht een van de waterleidingen stuk te maken, zodat hij hiermee de bewaker die hem komt controleren kan neerslaan. Matt krijgt de instructie zijn toegangskaart te nemen en naar de hal te gaan.
- Matt kan Ted Sprague bevrijden met behulp van de kaart van de bewaker. Thompson ontdekt dat Matt ontsnapt is.
- Ted Sprague moet zijn energie de vrije loop laten om de stroom in het gebouw uit te laten vallen. Ze verlossen Bennet.
- Noah, Matt en Ted zitten in een restaurant en bespreken want ze nu moeten doen. Ze besluiten het Walker Tracking System uit te schakelen.

### Peter Petrelli
- We zien een herhaling van de gebeurtenis van de vorige aflevering: Peter ontdekt Mohinder en Sylar snijdt in zijn voorhoofd. De wonde geneest zoals voorspeld en Peter slingert Sylar weg. Daardoor valt Mohinder terug op de grond. Peter maakt zich onzichtbaar. Hierop heft Sylar gebroken glas op en laat het in alle richtingen wegvliegen. Peter is geraakt in het hoofd door een grote scherf en valt ogenschijnlijk dood neer. Op dat moment duwt Mohinder een rek tegen Sylar zodat deze buiten bewustzijn geraakt.
- Mohinder komt Peters overlijden vertellen aan Peters moeder. Ze is diep gekwetst en verzoekt hem de kamer te verlaten.
- Nathan komt Peter groeten en even later ook Claire. Zij merkt dat de scherf in de achterkant van zijn hoofd zit. Wanneer ze de scherf eruit trekt, komt Peter terug tot leven doordat hij haar gave overgenomen had.

### Claire Bennet
- Claire krijgt te horen dat Nathans moeder wel wist dat ze de brand overleefde, maar Nathan zelf niet. Haar grootmoeder weet ook dat ze celgeneratie heeft. Haar grootmoeder blijkt ook een gave te hebben.

### Sylar
- Sylar wordt wakker nadat hij door Mohinder is geraakt met het rek (zie hoofdstuk Peter Petrelli deel 1). De computer, met de lijst op, blijkt vernield te zijn, waarschijnlijk door Peter en Mohinder.
- Sylar gebruikt de gave van Isaac, net nadat hij hem vermoordde (zie hoofdstuk Isaac Mendez, deel 2). Hij schildert ongeveer hetzelfde als het schilderij dat Nathan net ontving. (Zie hoofdstuk Nathan Petrelli, deel 2.)

### Isaac Mendez
- Isaac geeft een nieuw album en zijn boek met schetsen aan een van de werknemers van de strip 9th Wonders!
- Net als Isaac een schilderij af heeft, komt Sylar binnen. Sylar vermoordt hem.

### Niki Sanders
- D.L. Hawkins verlaat Niki. Niki wordt meegenomen door werknemers van Mr. Linderman.
- Jessica wordt persoonlijk bezocht door Linderman met de vraag of hij Micah mag lenen. Jessica weigert.
- Jessica brengt Micah naar Linderman. Het blijkt Candice te zijn, die zich voordeed als Jessica.

### Hiro Nakamura
- Hiro is nog steeds 5 jaar in de toekomst met Ando. Hij ziet hoe heel New York vernield is. Hij besluit naar Isaac te gaan om te zien wat hij moet doen in het verleden om de bom onschadelijk te maken. Hij treedt het appartement binnen, maar treft er niets aan. Hij ziet er wel een tijdslijn hangen. We zien dat het de Hiro van binnen 5 jaar is die het appartement bewoont.

Genesis · Don't Look Back · One Giant Leap · Collision · Hiros · Better Halves · Nothing to Hide · Seven Minutes to Midnight · Homecoming · Six Months Ago · Fallout · Godsend · The Fix · Distractions · Run! · Unexpected · Company Man · Parasite · .07% · Five Years Gone · The Hard Part · Landslide · How to Stop an Exploding Man